# Iwogumoa porta
Iwogumoa porta là một loài nhện trong họ Amaurobiidae.
Loài này thuộc chi Iwogumoa. Iwogumoa porta được miêu tả năm 2009 bởi Nishikawa.